# Hellraiser: Droga do piekła
Hellraiser: Droga do piekła (tytuł oryg. Hellraiser: Hellseeker) – amerykański horror w reżyserii Ricka Boty z roku 2002, szósta część popularnej sagi grozy.

## Obsada
- Doug Bradley – Pinhead (Hellraiser)
- Ashley Laurence – Kirsty Cotton
- Dean Winters – Trevor
- Rachel Hayward – Allison
- Sarah-Jane Redmond – Gwen
- Kaaren de Zilva – Sage